# Marc Macédot
Marc Macédot (Garges-lès-Gonesse, 15 settembre 1988) è un velocista francese.

## Biografia
Ai campionati europei indoor di Parigi 2011 ha vinto la medaglia d'oro nella staffetta 4×400 metri, realizzando il record nazionale sulla distanza con il tempo di 3'06"17, con i connazionali Leslie Djhone, Mamoudou Hanne e Yoann Décimus.

## Record nazionali
Seniores
- Staffetta 4×400 metri indoor: 3'06"17 ( Parigi, 6 marzo 2011) (Marc Macédot, Leslie Djhone, Mamoudou Hanne, Yoann Décimus)

## Palmarès
| Anno | Manifestazione | Sede     | Evento  | Risultato | Prestazione | Note |
| ---- | -------------- | -------- | ------- | --------- | ----------- | ---- |
| 2011 | Europei indoor | Parigi   | 4×400 m | Oro       | 3'06"17     |      |
| 2012 | Europei        | Helsinki | 4×400 m | 6º        | 3'03"04     |      |

## Altre competizioni internazionali
2013
- 6º nella First League degli Europei a squadre ( Gateshead), 400 m piani - 47"13
- 5º nella First League degli Europei a squadre ( Gateshead), 4×400 m - 3'07"18

2014
- Argento nella First League degli Europei a squadre ( Braunschweig), 4×400 m - 3'03"05